# نورتگیت (داکوتای شمالی)
نورتگیت (به انگلیسی: Northgate) یک منطقهٔ مسکونی در ایالات متحده آمریکا است که در شهرستان برک، داکوتای شمالی واقع شده‌است. نورتگیت ۵۶۶٫۹۳ متر بالاتر از سطح دریا قرار دارد.